# الحلم /الحمى
الحلم /الحمى هي مسرحيه لشيلا كلاهان عرضت لأول مره في عام 2009 في  شركة مسرح وولي ماموث في العاصمة واشنطن. انها إعادة تشكيل لمسرحية بيدرو كالديرون دي لا بارك.الحياة حلم.

## الحبكة
كان سيجيس باسيل موظف في شركة امريكيه ضخمه تدعى  Basil Enterises لا يتحرك من مكتبه في الطابق السفلي يعمل في جحيم خدمة العملاء، وهو ابن الرئيس التنفيذي للشركه. ومع ذلك ولد سيجيس في اليوم الاثنين الاسود، وتوفيت والدته اثناء الولادة. مما دفع والده المؤمن بالخرافات حبسه بعيدًا.
في المسرحيه يتامل باسيل في مستقبل الشركة ويقرر إعطاء ابنه فرصه لإدارة الشركة  لمدة يوم كامل. عندما يأخذ سيجيس الاوراق التجاريه بعيدا ويتسبب بأنهيار اسهم الشركة، يتم ارجاعه إلى الطابق السفلي وإخباره بانه كان كل هدا حلم. وفي هده الاثناء كان ستيلا سترونج  و  استون مارنت يتنافسان على المناصب العليا، واشخاص اخرون يخططوا لافلاس الشركة.

## نظره عامه
قالت جريدة واشنطن بوست: عن العرض " عرض أيس الهزليه تصمميم انيق واتجاه منضبط. انيقه وممتعه ."
وصفة مجلة ميترو ويكلي: مزيج مليء بالمرح بالثاره  ويضفي على الشركات مع جانب امداد سخي من الضحك. (كالاهان) بلا شك هو أفضل ممول أمريكي رفيع المستوى. المخرج هوراد شالويتز، الدي يعمل بسلاسه مع التفافات وانعطافات كالاهان السريعه والغاضبه، يقدم منتجا مسليا بشكل رائع، ويحافظ على طاقم عمله المتميز معدا ويتحرك مثل العديد من الاطباق في الهواء.